# امیرمحمد شریفی
امیرمحمد شریفی فارغ‌التحصیل مهندسی نقشه‌برداری دانشگاه تهران، دانشجوی مقطع ارشد مهندسی سنجش از دور، کنشگر دانشجویی، زندانی سیاسی و عضو سابق شورای مرکزی جبهه ملی ایران بوده است. شریفی در روز یکشنبه ۲۰ بهمن ۱۳۹۸ توسط نیروهای امنیتی بازداشت شد.چند روز بعد رئیس حراست دانشگاه تهران دلیل دستگیری او و بهاره هدایت را شرکت در اعتراضات اعلام کرد.

## زندگی‌نامه
امیرمحمد شریفی دانشجوی مهندسی سنجش از دور دانشگاه تهران و نوازنده گیتار است. او فعالیت‌های دانشجویی‌اش را از سال ۹۵ در دانشکده فنی دانشگاه تهران آغاز کرد. امیرمحمد به همراه چند دانشجوی دیگر نشریه‌ای سیاسی-اجتماعی که به مسائل روز می‌پرداخت را با نام «افرا» منتشر می‌کرد، شریفی مدتی دبیر بخش سیاست این نشریه بود.

## بازداشت
امیر محمد در روز یکشنبه ۲۰ بهمن سال ۱۳۹۸ در مقابل خوابگاه دانشجویی با همکاری حراست دانشگاه بازداشت شد. او به دلیل شرکت در تجمع‌های اعتراض آمیز علیه سرنگونی هواپیمای اوکراینی به دست پدافند هوایی سپاه پاسداران بازداشت شد.
رئیس حراست دانشگاه تهران در روز ۲۳ بهمن ماه در رابطه با بازداشت تعدادی از دانشجویان گفت: «این دانشجویان به علت حضور در تجمعات اخیر و شعارهای تند و ساختارشکنانه‌ای که سر داده‌اند، بازداشت شده‌اند. ما اطلاعات دقیقی نداریم و اطلاعات در اختیار پلیس است اما زمانی که دستگاه قضایی حکمی را صادر می‌کند، براساس اتهاماتی است که عنوان مجرمانه دارند.» او همچنین در رابطه با بازداشت امیرمحمد شریفی گفت که این بازداشت در بیرون از محیط دانشگاه اتفاق افتاده است.
چندی بعد امیرمحمد شریفی از سوی شعبه ۲۶ دادگاه انقلاب تهران به دلیل حضور در تجمعات اعتراضی و به اتهام تبلیغ علیه نظام به ۳ ماه حبس تعزیری محکوم شد. پس از ابلاغ این حکم، شریفی اعلام کرد که به حکم دادگاه اعتراض نخواهد کرد زیرا معتقد است دادگاه تجدیدنظر بی‌طرف نخواهد بود.
‏ یکی از مصادیق این اتهام، انتشار عکسی از ورود مأموران لباس شخصی به خوابگاه دانشگاه تهران در قالب یک توییت از جانب امیرمحمد شریفی عنوان شد.

## واکنش‌ها به بازداشت
- سازمان دیده‌بان حقوق بشر در روز جمعه ۱۹ اردیبهشت ۹۹ در بیانه ای به محکومیت معترضان به سرنگونی هواپیمای اوکراینی اعتراض کرد. در قسمتی از این بیانیه آمده است: «ظاهراً فقط به خاطر اعتراض مسالمت‌آمیز به حمله مرگبار نیروهای نظامی ایران به هواپیمای مسافربری اوکراینی و انکار اولیه مسئولیت از سوی حکومت» به زندان محکوم شده‌اند. در این گزارش به بهاره هدایت و معین زارعیان، امیرمحمد شریفی و چند دانشجوی دیگر بازداشت شده اشاره شده است.[۱۳]
- سازمان دانشمندان تحت خطر، متعلق به دانشگاه نیویورک، به دستگیری امیرمحمد شریفی واکنش نشان داد و عنوان کرد: «محکومیت و زندانی شدن یک دانشجو به‌علت استفاده از حق آزادی بیان و برگزاری تجمعات، بسیار نگران‌کننده است. مقامات دولتی موظفند که از محدود کردن اعتراضات مسالمت‌آمیز خودداری کنند و طبق پیمان بین‌المللی حقوق سیاسی و مدنی که کشور ایران نیز در آن عضو است، این اعتراضات حق شهروندان است و باید توسط حکومت به رسمیت شناخته شود. تعقیب کیفری در جهت محدود کردن آزادی بیان، علاوه بر آسیب رساندن به فرد، باعث تضعیف جوامع آکادمیک خواهد شد.»[۱۴]

## زندان
امیر شریفی در تاریخ ۴ خرداد ۱۴۰۰ برای تحمل دوران محکومیت خود راهی زندان اوین شد.